# Општина Воиводени (Муреш)
Воиводени (рум. Voivodeni) општина је у Румунији у округу Муреш.
Oпштина се налази на надморској висини од 375 m.